# Stine Küspert
Stine Susan Küspert (* 24. Juli 1999 in Bremen) ist eine deutsche Badmintonspielerin.

## Karriere
Küspert begann ihre Badmintonkarriere beim 1. Bremer BC. Im Alter von 14 Jahren zog sie nach Hamburg um am Olympiastützpunkt trainieren zu können. Ab 2015 trat Küspert für Blau Weiss Wittorf Neumünster in der 2. Bundesliga an. Mit der Jugendmannschaft gewann sie 2016 die nationale Nachwuchsmannschaftsmeisterschaft. Mit dem Verein gelang ihr in der Saison 2017/18 der Aufstieg in die Bundesliga und in der folgenden Spielzeit der Klassenerhalt. Im September 2018 wurde Küspert zum ersten Mal bei einem Länderspiel der deutschen Nationalmannschaft eingesetzt. Außerdem gewann sie in diesem Jahr die deutsche Juniorenmeisterschaft im Dameneinzel. 2019 siegte Küspert bei dem Wettkampf im Damendoppel mit Annabella Jäger und im Mixed mit Bjarne Geiss. Bei den Deutschen Meisterschaften 2019 erspielte sie sich im Damendoppel mit Annabella Jäger erstmals im Erwachsenenbereich eine Medaille bei den nationalen Titelkämpfen.
Im Sommer 2019 wechselte Küspert zum Titelverteidiger der Bundesliga, dem 1. BC Bischmisheim. Zum Zeitpunkt des Abbruchs der Bundesliga-Saison 2019/20 lag der Verein an der Tabellenspitze. Mit Beginn des Jahres 2020 wurde Küspert in den Perspektivkader der deutschen Nationalmannschaft berufen. In der Saison 2020/21 wurde Küspert mit ihrer Mannschaft deutscher Meister. Im Damendoppel erreichte sie bei den Deutschen Meisterschaften 2021 ihr erstes Finale bei der nationalen Meisterschaft. Im internationalen Bereich gewann Küspert ihr erstes Turnier im September 2021, als sie sich mit Emma Moszczynski im Damendoppel bei den Ukraine International 2021 durchsetzen konnte. Noch im selben Jahr entschied das Duo auch die Italian International 2021 für sich. Zu Beginn des folgenden Jahres gewann Küspert im Damendoppel ohne Satzverlust die Ukraine Open 2022 und stand auch im Mixed mit Jan Colin Völker im Finale. Außerdem wurde sie mit ihrem Verein bei den Deutschen Mannschaftsmeisterschaften Zweite, während sie bei den individuellen Titelkämpfen im Gemischten Doppel Vizemeister wurde und im Damendoppel ihren ersten nationalen Titel erspielte.

## Sportliche Erfolge
| Jahr | Veranstaltung                          | Platz | Disziplin   | Spielpartner                  |
| ---- | -------------------------------------- | ----- | ----------- | ----------------------------- |
| 2016 | Nachwuchsmannschaftsmeisterschaft 2016 | 1.    | Mannschaft  | BW Wittorf                    |
| 2017 | Swedish Juniors 2017                   | 1.    | Damendoppel | Emma Moszczynski              |
| 2018 | 2. Bundesliga Nord 2017/18             | 1.    | Mannschaft  | Blau-Weiss Wittorf Neumünster |
| 2018 | Deutsche Juniorenmeisterschaft 2018    | 1.    | Dameneinzel |                               |
| 2018 | Spanish International 2018             | 3.    | Damendoppel | Emma Moszczynski              |
| 2018 | Lithuanian International 2018          | 3.    | Damendoppel | Annabella Jäger               |
| 2018 | Slovenia International 2018            | 2.    | Damendoppel | Eva Janssens                  |
| 2019 | Deutsche Juniorenmeisterschaft 2019    | 1.    | Damendoppel | Annabella Jäger               |
| 2019 | Deutsche Juniorenmeisterschaft 2019    | 1.    | Mixed       | Bjarne Geiss                  |
| 2019 | Deutsche Meisterschaft 2019            | 3.    | Damendoppel | Annabella Jäger               |
| 2021 | Bundesliga 2020/21                     | 1.    | Mannschaft  | 1. BC Bischmisheim            |
| 2021 | Deutsche Meisterschaft 2021            | 2.    | Damendoppel | Annabella Jäger               |
| 2021 | Ukraine International 2021             | 1.    | Damendoppel | Emma Moszczynski              |
| 2021 | Italian International 2021             | 1.    | Damendoppel | Emma Moszczynski              |
| 2022 | Ukraine Open 2022                      | 1.    | Damendoppel | Emma Moszczynski              |
| 2022 | Ukraine Open 2022                      | 2.    | Mixed       | Jan Colin Völker              |
| 2022 | Portugal International 2022            | 3.    | Damendoppel | Emma Moszczynski              |
| 2022 | Portugal International 2022            | 2.    | Mixed       | Jan Colin Völker              |
| 2022 | Orléans Masters 2022                   | 2.    | Damendoppel | Emma Moszczynski              |
| 2022 | Bundesliga 2021/22                     | 2.    | Mannschaft  | 1. BC Bischmisheim            |
| 2022 | Deutsche Meisterschaft 2022            | 1.    | Damendoppel | Emma Moszczynski              |
| 2022 | Deutsche Meisterschaft 2022            | 2.    | Mixed       | Jan Colin Völker              |
| 2023 | Welsh International                    | 1.    | Mixed       | Jan Colin Völker              |
| 2025 | Yonex Bonn International 2025          | 1.    | Mixed       | Jan Colin Völker              |